# Harvest Moon: Frantic Farming
Harvest Moon: Frantic Farming (tiếng Nhật gọi là ぼくものキャラクターズ 野菜でポン ( Harvest Moon Characters Pop Vegetables) là một trò chơi video giải đố nông trại do Platinum-Egg Inc phát triển. Natsume phát hành cho hệ điều hành iOS ngày 7 tháng 8 năm 2009, Nintendo DS ngày 25 tháng 8 năm 2009 ở Bắc Mỹ. Rising Star Games phát hành game ngày 3 tháng 12 năm 2009 tại Châu Âu và ngày 23 tháng 12 năm 2010 tại Úc. Ngày 31 tháng 3 năm 2010 Natsume tiếp tục phát hành trò chơi trên hệ điều hành BlackBerry.
Công ty phát triển trò chơi là Platinum Egg, từng phát triển Puzzle De Harvest Moon và vấp thất bại sau khi trò chơi nhận nhiều đánh giá tiêu cực. Công ty đã rút kinh nghiệm từ đó và tạo ra Frantic Farming với nhiều cải tiến lớn và được đánh giá là trò chơi giải đố phần phụ hay nhất loạt.

## Cốt truyện
Mục tiêu của chế độ câu chuyện chính là tìm ra lý do tại sao tất cả các loại cây trồng trên Sunny Island bắt đầu phát triển mạnh một cách kỳ la và vượt quá tầm kiểm soát. Người chơi cạnh tranh với nhau để thu thập rau nhằm sửa chữa bí ẩn từ một tháp phát sáng đang khiến rau củ mọc lên ngẫu nhiên khắp Sunny Island.

## Lối chơi
Harvest Moon: Frantic Farming lấy mười hai nhân vật từ Harvest Moon: Island of Happiness và nhờ họ giải quyết bí ẩn đằng sau một vụ thu hoạch bội thu. Mỗi nhân vật đều có câu chuyện và góc nhìn riêng.
Các chế độ khác bao gồm tấn công điểm số, chơi tự do, nhiều người chơi và chế độ nhiệm vụ. Ngoài ra người chơi còn có thể mở khóa các bộ sưu tập như âm nhạc, nghệ thuật và "những điều bất ngờ đặc biệt".
Trò chơi có mười hai nhân vật có thể chơi được cùng với Download Play Multi-Player cho phiên bản Nintendo DS.

## Phát hành
Tại E3 2011, Natsume thông báo trò chơi sẽ được chuyển sang hệ điều hành Android vào mùa hè năm 2011. Sau đó Namco Network đã phát hành trò chơi cho Android.
Game từng được đề cập trên tạp chí Famitsu Weekly tại Nhật Bản vào tháng 7 năm 2010. Marvelous AQL chưa từng công bố ngày phát hành cuối cùng cho thị trường Nhật Bản, mặc dù trò chơi đã ra mắt ở các khu vực khác từ nhiều năm trước.

## Tiếp nhận
Harvest Moon: Frantic Farming chủ yếu nhận được sự đón nhận tích cực từ các nhà phê bình, với 72% mức độ hài lòng trên chuyên trang đánh giá Metacritic.
Lauren Ronaghan của Nintendo World Report ca ngợi các yếu tố giải đố của trò chơi, gọi trò chơi là "vô cùng thú vị", và trong khi Aaron Kohn của GamePro cũng đồng tình về lối chơi đậm chất giải đố, nhưng lưu ý sự phân bổ không đồng đều của trò chơi về độ khó.
Nintendo Power và Official Nintendo Magazine đã cho trò chơi lần lượt là 8 trên 10 và 75%.
Derek Buck của GameZone kết luận rằng mặc dù Harvest Moon: Frantic Farming không mang lại nhiều đổi mới, nhưng lối chơi là điểm vượt trội.